# Jacobo Zabuldovsky
Jacobo Zabuldovsky (Mexikóváros, 1928. május 24. – Mexikóváros, 2015. július 2.) mexikói újságíró, jogász, egyben a mexikói televíziózás első műsorvezetője. Az ország hosszú ideig legnézettebb híradójának, a Televisa 24 Horas műsorvezetője.

## Korai évei
1928-ban született Mexikóvárosban lengyel zsidó bevándorlók gyermekeként.  Bátyja, Abraham Zabludovsky (1924-2003) híres építész volt. Szülei David Zabludovsky és Raquel Kraveski voltak, akik Lengyelországból emigráltak Mexikóba a zsidóüldözések miatt.
Jacobo La Merced-negyedben nőtt fel. 1967-ben diplomázott le jogtudományból a Mexikói Nemzeti Autonóm Egyetem Jogi Karán. 1954-ben házasodott meg az orosz zsidó származású Sara Nerubay Liebermannal, akitől három gyereke született: Abraham, Jorge és Diana

## Karrierje
Újságírói pályája 1946-ban kezdődött, amikor a Cadena Radio Continental híreit szerkesztette. Emellett dolgozott a Novedades és Ovaciones napilapoknál, valamint Claridades és El Redondel hetilapoknál.  1950-ben, amikor megjelent a televíziózás Mexikóban, azonnal a televíziózással kezdett foglalkozni, ahol idővel az ország legismertebb műsorvezetőjévé vált és 50 évig, 2000-es felmondásáig a Televisánál volt. A hírszerkesztés mellett interjúkat is készített olyan neves személyekkel, mint Salvador Dalí, Mária Felix, Lucía Mendez, Plácido Domingo, Camilo Sesto, Cantinflas, Raphael , Gloria Trevi, Vicente Fernández, Verónica Castro, Ernesto Zedillo, Andres Manuel Lopez Oprador, Mario Vargas Llosa, Pelé vagy Muhammad Ali.

### 24 horas
A 24 horas volt a maga idejében Mexikó legnézettebb hírműsora, amelynek Jacobo 27 évig – 1970. szeptembere és 1998. januárja között – volt a műsorvezetője. A 24 Horaszt végül a Televisa alapító elnökének Emilio Azcárraga Milmo 1997-es halála után hagyta ott, amikor a televíziótársaság vezetését az alapító fia, Emilio Azcárraga Jean vette át.

### Emlékezetes riportjai
Jacobo nevéhez számos emlékezetes, történelmi jelentőségű riport fűződik Mexikóban:
1959-ben egyetlen mexikói újságíróként készített interjút Kubában Che Guevarával. 1963. novemberében tudósította a mexikói nézőket John Fitzgerald Kennedy elnök meggyilkolásáról. 1965-ben Londonból tudósított Winston Churchill temetéséről. 1968-ban Robert F. Kennedy meggyilkolásáról tudósított Los Angelesből, 1969-ben a Holdraszállást Jacobo tolmácsolásával közvetítették. 1972-ben a helyszínről tudósított a müncheni olimpia túszdrámájáról.
Az 1985-ös mexikói földrengéskor a Televisa stúdiója összeomlott a rengésektől, és a romokról Jacobo Zabuldovsky riportja vált ismertté. 1989-ben a berlini fal leomlásáról és 1990-ben Kuvat iraki megszállásáról és az öbölháborúról is tudósított.  1994-ben az elnökválasztás alatt rendkívüli hírekben tudósított Luis Donaldo Colosio, PRI-párti jelölt ellen elkövetett halálos merényletről.